# کریم‌آباد (کردکوی)
کریم‌آباد یا شیخ کریم روستایی در دهستان سدن رستاق غربی بخش مرکزی شهرستان کردکوی استان گلستان ایران است.

## جمعیت
بر پایه سرشماری عمومی نفوس و مسکن در سال ۱۳۹۵ جمعیت این روستا ۵۳ نفر (۱۹خانوار) بوده‌است.